# Instituto de Tecnologia de Shibaura
O Instituto de Tecnologia de Shibaura (em japonês: 芝浦工業大学, Shibaura Kōgyō Daigaku) é uma universidade privada de tecnologia do Japão, com campi em Tóquio e Saitama. É a única universidade privada de tecnologia do Japão selecionada no Top Global University Project. A instituição tem classificação moderadamente alta nos rankings universitários japoneses, possuindo taxa de seleção estudantil média de 25%, com base nos exames de admissão.

## Estrutura
O campus principal do Instituto de Tecnologia de Shibaura está localizado no distrito de Toyosu, em Koto. Além do campus principal, existem outros campi nas regiões de Omiya, Saitama e Minato. Todos os alunos de graduação estudam os primeiros dois anos do curso no campus de Omiya, depois se mudam para locais diferentes em virtude dos cursos selecionados. No entanto, os estudantes de engenharia de sistemas e engenharia física passarão os quatro anos de graduação no campus de Omiya.

### Campus de Toyosu
Aberto em 2006, o campus de Toyosu é equipado com todas as instalações necessárias para os universitários. Neste campus, estão alocados os estudantes de engenharias e universitários de pós-graduação. Um dos pontos importantes da área é a Praça de Pesquisa de Robótica, instituída em setembro de 2013, pelos estudantes de engenharia.

### Campus de Omiya
Construído em um espaço que abrange a área verde da universidade, o campus de Omiya é o primeiro campus universitário japonês certificado pela ISO 14000, resolução que insere diretrizes ambientais dentro de empresas. Neste campus, alocam-se os estudantes dos primeiros anos de engenharia, bem como os de engenharia de sistemas e ciências e de pós-graduação.

### Campus de Shibaura
O campus de Shibaura, renovado em abril de 2009, abriga estudantes de bacharelado, mestrado e doutorado das áreas de engenharia e design.

### Biblioteca
Devido ao aparato tecnológico e científico que envolve os cursos da universidade, cada campus contém uma biblioteca para fins de pesquisa. Desde abril de 2016, as bibliotecas portam mais de 260 mil livros, e-books e materiais que podem ser consultados durante o curso. Em 2011, a biblioteca do campus de Omiya foi renovada e recebeu novas instalações e mecanismos de pesquisa. As bibliotecas são essencialmente dedicadas aos universitários locais, no entanto, a visita do público é aberta, desde que sigam os critérios estabelecidos pela organização.

## Cursos
Focada nas áreas de tecnologia, engenharia e ciências, a universidade oferece os seguintes cursos:

### Bacharelado
- Departamento de Engenharia Mecânica
- Departamento de Engenharia Física e Mecânica
- Departamento de Engenharia e Ciência dos Materiais
- Departamento de Química Aplicada
- Departamento de Engenharia Elétrica
- Departamento de Engenharia Eletrônica
- Departamento de Engenharia das Comunicações
- Departamento de Engenharia e Ciência da Informação
- Departamento de Engenharia Civil
- Departamento de Arquitetura
- Departamento de Arquitetura e Construção
- Departamento de Sistemas de Informação Eletrônica
- Departamento de Maquinaria e Controle de Sistemas
- Departamento de Sistemas de Arquitetura e Ambientais
- Departamento de Engenharia e Biociência
- Departamento de Ciências Matemáticas
- Departamento de Engenharia e Design

### Mestrado e doutorado
- Engenharia Elétrica e Ciência da Computação
- Engenharia e Ciência dos Materiais
- Química Aplicada
- Engenharia Mecânica
- Arquitetura
- Engenharia de Sistemas e Ciência
- Sistemas Regionais Ambientais
- Sistemas de Controle de Funções
- Gerenciamento de Engenharia